# Roodkroonfranjeaap
De roodkroonfranjeaap (Piliocolobus tholloni) is een zoogdier uit de familie van de apen van de Oude Wereld (Cercopithecidae). De wetenschappelijke naam werd in 1886 gepubliceerd door Milne-Edwards. De soort komt voor in Congo-Kinshasa, ten zuiden van de Congo-rivier.